# Tibouchina lancifolia
Tibouchina lancifolia är en tvåhjärtbladig växtart som beskrevs av John Julius Wurdack. Tibouchina lancifolia ingår i släktet Tibouchina och familjen Melastomataceae. Inga underarter finns listade i Catalogue of Life.